# شعبات (بني مطر)
شعبات هي إحدى قرى عزلة الثلث بمديرية بني مطر التابعة لمحافظة صنعاء، بلغ تعداد سكانها 369 نسمة حسب تعداد اليمن لعام 2004.